# Lucius Iulius Vehilius Gratus Iulianus

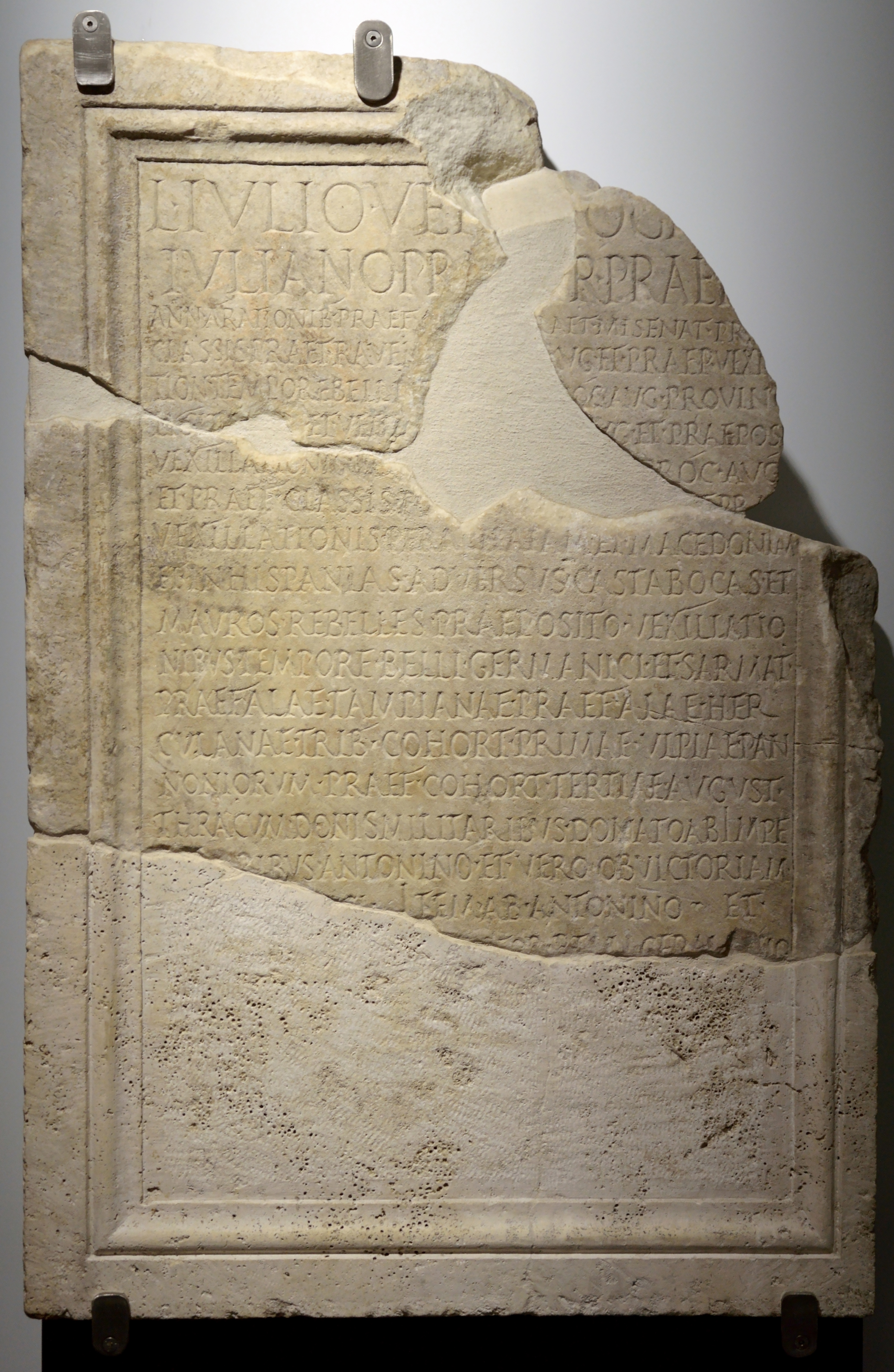
Die Inschrift

Lucius Iulius Vehilius Gratus Iulianus war ein im 2. Jahrhundert n. Chr. lebender Angehöriger des römischen Ritterstandes (eques). Durch eine Inschrift sind einzelne Stationen seiner Laufbahn bekannt, die er in der zweiten Hälfte des 2. Jahrhunderts absolvierte. Seine Laufbahn ist in der Inschrift als cursus inversus, d. h. in absteigender Reihenfolge wiedergegeben.
In älterer Literatur wird sein Name als Lucius Iulius Vehilius Gratus Iulianus angegeben, nach einer neueren Lesung der Inschrift auch als Lucius Iulius Vehilius Gallus Iulianus. In einer weiteren Inschrift wird er an einer nachträglich ausgemeißelten Stelle als Iulius Iulianus bezeichnet, in einer dritten Inschrift als Titus Iulius Iulianus.

## Leben
Die militärische Laufbahn des Iulianus bestand zunächst aus den für einen Angehörigen des Ritterstandes üblichen tres militiae. Zunächst übernahm er als Präfekt die Leitung der Cohors III Augusta Thracum, die in der Provinz Syria stationiert war. Danach wurde er Tribun der Cohors I Ulpia Pannoniorum, die in der Provinz Pannonia superior stationiert war. Als dritte Stufe folgte das Kommando als Präfekt der Ala Herculana. Mit dieser Einheit nahm er am Partherkrieg des Lucius Verus (161–166) teil. Er erhielt für seine Leistungen im Partherkrieg (ob victoriam belli Parthici) Auszeichnungen, die dona militaria; zusätzlich wurde er in Palmyra durch eine Inschrift in griechischer Sprache geehrt, die auf 167 datiert ist.
Im Anschluss folgte ein viertes militärisches Kommando (quarta militia) als Präfekt der Ala Tampiana, die in Noricum stationiert war. Möglicherweise bildete diese Einheit den Kern eines Verbandes aus zusätzlich abgeordneten Vexillationen, den Iulianus im Kampf gegen Germanen und Sarmaten (siehe Markomannenkriege) als Praepositus befehligte (praepositus vexillationibus tempore belli Germanici et Sarmatici).
Danach wurden ihm weitere militärische Aufgaben übertragen. Zunächst war Iulianus um 170 in Nordgriechenland und anschließend um 171 in Hispanien (procurator Augusti et praepositus vexillationis per Achaiam et Macedoniam et in Hispanias). In Griechenland musste er die Kostoboken und in Hispanien maurische Stämme abwehren, die in diese Provinzen eingefallen waren (adversus Castabocas et Mauros rebelles).
Um 173 wurde er Kommandeur der römischen Flotte im Schwarzen Meer (praefectus classis Ponticae); dieser Posten war mit einem Jahreseinkommen von 100.000 Sesterzen verbunden. Danach folgte erneut die Führung eines Vexillationsverbands, dessen geographischer Einsatzort auf der Inschrift aber verlorengegangen ist (procurator Augusti et praepositus vexillationis per ...). Gegen Ende des Jahres 176 wurden ihm zum zweiten Mal die dona militaria für seine Leistungen im zweiten Germanenkrieg (ob victoriam belli Germanici) verliehen.
Im folgenden Jahr wurde Iulianus Leiter der Finanzverwaltung in der Provinz Lusitania (procurator Augusti provinciae Lusitaniae et Vettoniae); dieser Posten war mit einem Jahreseinkommen von 200.000 Sesterzen verbunden. Die weiteren Stationen seiner Laufbahn waren aber wieder militärische Posten; zunächst ein weiteres Mal die Führung eines Vexillationsverbands, vermutlich im zweiten Germanenkrieg (procurator Augusti et praepositus vexillationibus tempore belli). Danach wurde er Kommandeur der beiden römischen Flotten in Ravenna (praefectus classis praetoriae Ravennatium) und Misenum (praefectus classis praetoriae Misenatium). Daran anschließend war er zunächst Leiter der kaiserlichen Finanzverwaltung (a rationibus) und danach für die Lebensmittelversorgung Roms zuständig (praefectus annonae); beide Posten waren mit einem Jahreseinkommen von 300.000 Sesterzen verbunden.
Im Jahre 189 wurde Iulianus als Nachfolger des Marcus Aurelius Cleander zum Prätorianerpräfekten ernannt; schon im folgenden Jahr fiel er jedoch bei Kaiser Commodus in Ungnade und wurde hingerichtet. Über ihn wurde auch die damnatio memoriae verhängt; so wurde sein Name nachträglich aus einer Inschrift entfernt, die auf den 15. Juli 190 datiert ist.

## Herkunft und Familie
Seine Herkunft ist unter Historikern umstritten. Über seine Familie ist nichts bekannt.